# نظرسنجی دهه‌ای علوم سیاره‌ای
نظرسنجی دهه‌ای علوم سیاره‌ای (انگلیسی: Planetary Science Decadal Survey) نشریه‌ای از سوی شورای تحقیقات ملی ایالات متحده است که برای ناسا و سایر آژانس‌های دولتی ایالات متحده مانند بنیاد ملی علوم ایجاد شده‌است. این سند پرسش‌های اصلی را که واحدهای علوم سیاره‌ای با آن روبرو هستند را مشخص می‌کند و توصیه‌هایی را برای ده سال آینده در فضا و اکتشاف‌های زمینی بیان می‌کند. مأموریت‌های جمع‌آوری داده‌ها برای پاسخ به این پرسش‌های بزرگ، در صورت لزوم توصیف و اولویت بندی می‌شوند.نظرسنجی‌های یک دهه‌ای شامل اخترشناسی و اخترفیزیک، علوم زمین و فیزیک خورشیدی است.
هدف اصلی دیگر این برنامه حفظ تعادل کلی در اکتشاف‌های فضایی است، جایی که در یک سال خاص ممکن است تمرکز به یک هدف مورد نظر تغییر یابد، بنابراین در مقیاس‌های زمانی ۱۰ تا ۱۵ سال جهت و دامنهٔ کلی برنامه‌ها به روش دلخواه پیش می‌رود.
نظرسنجی‌های مختلفی توسط هیئت علمی فضایی از سال ۱۹۶۵ تاکنون منتشر شده‌است اما تاکنون فقط دو «دهه‌نامه» در میان آنها وجود دارد: در سال ۲۰۰۲ برای دوره زمانی ۲۰۰۳ تا ۲۰۱۲، و در سال ۲۰۱۱ برای سال ۲۰۱۳ تا ۲۰۲۲.